# Svjetski trkački rekordi (muški)
Svjetski trkački rekordi za muškarce sadrži nekoliko disciplina za trčanje. Rezultate priznaju službeni suci IAAF-a. Rekordi se priznaju po mjestu i vremenu nastanka, anti-doping kontroli, vjetru u prsa i leđa, na duge i kratke dionice te na sprinterske dionice. 

## Rekordi
| Disciplina             | Rekord           | Atletičar            | Nacionalnost | Datum              | Prvenstvo/kup/OI.  | Mjesto                    |
| ---------------------- | ---------------- | -------------------- | ------------ | ------------------ | ------------------ | ------------------------- |
| 100 m                  | 9,58 (+0,9 m/s)  | Usain Bolt           |              | 16. kolovoza 2009. | Svjetsko prvenstvo | Berlin, Njemačka          |
| 200 m                  | 19,19 (-0,3 m/s) | Usain Bolt           |              | 20. kolovoza 2009. | Svjetsko prvenstvo | Berlin, Njemačka          |
| 400 m                  | 43,03            | Wayde van Niekerk    |              | 21. Kolovoza 2016. |                    | Rio de Janeiro, Brasil    |
| 800 m                  | 1:41.01          | David Rudisha        |              | 29. kolovoza 2010. |                    | Rieti, Italija            |
| 1000 m                 | 2:11.96          | Noah Ngeny           |              | 5. rujna 1999.     |                    | Rieti, Italija            |
| 1500 m                 | 3:26.00          | Hicham El Guerrouj   |              | 14. srpnja 1998.   |                    | Rim, Italija              |
| Milja                  | 3:43.13          | Hicham El Guerrouj   |              | 7. srpnja 1999.    |                    | Rim, Italija              |
| 2000 m                 | 4:44.79          | Hicham El Guerrouj   |              | 7. rujna 1999.     |                    | Berlin, Njemačka          |
| 3000 m                 | 7:20.67          | Daniel Komen         |              | 1. rujna 1996.     |                    | Rieti, Italija            |
| 5000 m                 | 12:37.35         | Kenenisa Bekele      |              | 31. svibnja 2004.  |                    | Hengelo, Nizozemska       |
| 10.000 m               | 26:17.53         | Kenenisa Bekele      |              | 26, kolovoza 2005. |                    | Bruxelles, Belgija        |
| 10 kilometara (cesta)  | 27:01            | Micah Kogo           |              | 29. ožujka 2009.   |                    | Brunssum, Nizozemska      |
| 15 kilometara (cesta)  | 41:29            | Felix Limo           |              | 11. studenog 2001. |                    | Nijmegen, Nizozemska      |
|                        |                  | Deriba Merga         |              | 20. veljače 2009.  |                    | Ras Al Khaimah, UAE       |
| 20.000 m               | 56:26.0          | Haile Gebrselassie   |              | 27. lipnja 2007.   |                    | Ostrava, Češka            |
| 20 kilometara (road)   | 55:31            | Samuel Wanjiru       |              | 17. ožujka 2007.   |                    | Haag, Nizozemska          |
| Polumaraton (cesta)    | 58:33            | Samuel Kamau Wanjiru |              | 17. ožujka 2007.   |                    | Haag, Nizozemska          |
| Sat trčanja            | 21.285 km        | Haile Gebrselassie   |              | 27. lipnja 2007.   |                    | Ostrava, Češka            |
| 25.000 m               | 1:13:55.8        | Toshihiko Seko       |              | 22. ožujka 1981.   |                    | Christchurch, Novi Zeland |
| 25 kilometara (cesta)  | 1:12:45          | Paul Malakwen Kosgei |              | 9. svibnja 2006.   |                    | Berlin, Njemačka          |
| 30 000 m               | 1:29:18.8        | Toshihiko Seko       |              | 22. ožujka 1981.   |                    | Christchurch, Novi Zeland |
| 30 kilometara (cesta)  | 1:28:00          | Takayuki Matsumiya   |              | 27. veljače 2005.  |                    | Kumamoto, Japan           |
| Maraton                | 2:03:59          | Haile Gebrselassie   |              | 28. rujna 2008.    |                    | Berlin, Njemačka          |
| 100 kilometara (cesta) | 6:13:33          | Takahiro Sunada      |              | 21. lipnja 1998.   |                    | Tokoro, Japan             |
| 3000 m s preponama     | 7:53.63          | Saif Saaeed Shaheen  |              | 3. rujna 2004.     |                    | Bruxelles, Belgija        |
| 110 m s preprekama     | 12,87 s          | Dayron Robles        |              | 12. lipnja 2008.   |                    | Ostrava, Češka            |
| 400 m s preprekama     | 46,78 s          | Kevin Young          |              | 6. kolovoza 1992.  | OI                 | Barcelona, Španjolska     |